# Jubanyella plemmyris
Jubanyella plemmyris is een hydroïdpoliep uit de familie Aeginidae. De poliep komt uit het geslacht Jubanyella. Jubanyella plemmyris werd in 2006 voor het eerst wetenschappelijk beschreven door Fuentes & Pages. 